# Мигунова Олена Сергіївна (спортсменка)
Мигунова Олена Сергіївна (рос. Елена Сергеевна Мигунова, 4 січня 1984) — російська легкоатлетка, олімпійка.

## Виступи на Олімпіадах
| Олімпіада  | Дисципліна              | Місце  |
| ---------- | ----------------------- | ------ |
| Пекін 2008 | естафета 4 x 400 метрів | AC (2) |